# Kasteel van La Fontaine
Het Kasteel van La Fontaine (Frans: Château de la Fontaine) is een kasteel in de Franse gemeente Anse. Het kasteel is een beschermd historisch monument sinds 1912.